# Synagoga Szmula Fridmana i Isaaka Szpiwaka w Łodzi
Synagoga Szmula Fridmana i Isaaka Szpiwaka w Łodzi – prywatny dom modlitwy znajdujący się w Łodzi przy ulicy Północnej 11.
Synagoga została zbudowana w 1891 roku z inicjatywy Szmula Fridmana i Isaaka Szpiwaka. Podczas II wojny światowej Niemcy zdewastowali synagogę.